# 裏銀座
裏銀座縦走コース（うらぎんざじゅうそうコース）とは北アルプスの高瀬ダム横のブナ立尾根登り口を起点とし、烏帽子岳・野口五郎岳・鷲羽岳・双六岳から西鎌尾根を経て槍ヶ岳へ至る登山道の名称である。中房温泉から燕岳・大天井岳を経て槍ヶ岳へ至る表銀座コースに比べ行程が長く、登山者が少ないため静かな山行が楽しめる。
単に裏銀座と呼ばれることも多い。またこの場合は、単に登山コースの意味だけでなく、広く山群を指し示すこともある。

## 裏銀座の山々
- 烏帽子岳 (2,628 m)
- 三ツ岳 (2,845 m)
- 野口五郎岳 (2,924 m)
- 真砂岳 (2,862 m)
- 水晶岳 (2,986 m) （縦走路からやや離れた所に位置する）
- ワリモ岳 (2,888 m)
- 鷲羽岳 (2,924 m)
- 三俣蓮華岳 (2,841 m)
- 双六岳 (2,860 m)
- 樅沢岳 (2,755 m)
- 槍ヶ岳 (3,180 m)

## 裏銀座の山小屋
- 烏帽子小屋
- 野口五郎小屋
- 水晶小屋
- 三俣山荘
- 双六小屋
- 槍ヶ岳山荘